# Miri Ben-Ari
Miri Ben-Ari (in lingua ebraica מירי בן-ארי; Ramat Gan, 4 dicembre 1978) è una violinista israeliana naturalizzata statunitense.

## Biografia
Ha iniziato a suonare il violino da bambina ed in particolare ha ricevuto l'interesse allo strumento attraverso la musica di Isaac Stern. All'età di 19 anni circa si è trasferita negli Stati Uniti, in particolare a New York.
Nel 1999 ha pubblicato il suo primo album discografico.
Dopo un'apparizione nella trasmissione 106 & Park, ha collaborato dal vivo con Jay-Z e Wyclef Jean.
Nel 2005 ha vinto il Grammy Award alla miglior canzone rap come coautrice del brano Jesus Walks di Kanye West. Sempre nel 2005 ha pubblicato il suo quarto album, con cui si è avviata nel mondo hip hop.
Si dedica anche alla filantropia e alla solidarietà, avendo fondato un'organizzazione dedicata alla promozione sull'istruzione riguardo all'olocausto e avendo scritto un brano ispirato al discorso I have a dream di Martin Luther King per un progetto benefico nel 2009.
Nel marzo 2011 è stata invitata alla Casa bianca da Michelle Obama come "Women's History Month".
Inoltre, sempre nel 2011, è stata nominata da Ynet come una delle dieci personalità israeliane più influenti negli Stati Uniti.

## Collaborazioni
Ha collaborato con numerosi artisti del mondo hip hop e non; tra questi vi sono Akon, Wyclef Jean, Alicia Keys, Kanye West, Brandy, John Legend, Janet Jackson, Santi Debriano, Styles P, Erykah Badu, Armin van Buuren, Subliminal e Aventura.

## Discografia
Album
- 1999 - Sahara
- 2003 - Temple of Beautiful
- 2004 - Live at the Blue Note
- 2005 - The Hip-Hop Violinist
- 2008 - The Hip-Hop Violinist II